# جهاد محيسن
جهاد محيسن (14 ديسمبر 1970 – 19 أكتوبر 2023) كان قائد قوات الأمن الوطني الفلسطيني في قطاع غزة برتبة لواء، شغل العديد من مواقع العمل بوزارة الداخلية سابقاً، استشهد مع عدد من أفراد أسرته جراء قصف طائرات الاحتلال الإسرائيلي منزله بشكل مباشر يوم الخميس الموافق 19 أكتوبر 2023 في حي الشيخ رضوان وسط القطاع في أحداث عملية طوفان الأقصى.

## خلفية الحدث
في ساعاتِ الصباح الأولى من يوم السابع من أكتوبر 2023 أطلقت حركة المقاومة الإسلامية حماس عبر ذراعها العسكري كتائب الشهيد عز الدين القسام عملية طوفان الأقصى وذلك ردًا على الاعتداءات الإسرائيلية وتدنيس الأقصى والاستمرار في الاستيطان كما أكّد على ذلك محمد الضيف القائد العام للقسّام والذي أعطى إشارة انطلاق العمليّة التي شهدت اقتحامًا من المقاومين لمستوطنات غلاف غزة ونجحوا في قتلِ عدد كبيرٍ من الجنود الإسرائيلين وأسر عشرات آخرين كما استطاعوا خلال ساعات قطع عشرات الكيلومترات ووصلوا لمستوطنات أبعد من تلك المحيطة والقريبة من قطاع غزة.
استمرَّت الاشتباكات بين الجيش الإسرائيلي وبين المقاومين في عديد من المستوطنات وعلى رأسها مستوطنة سديروت. الرد الإسرائيلي على هذه العمليّة جاء من خلال شنّ سلاح الجو الإسرائيلي عشرات الغارات العشوائيّة على القطاع متسبّبة في مقتل عشرات المدنيين وتدمير البنية التحتية لمدن القطاع، ليصل حد فرض إغلاق شامل وقطع متعمد لكل الخدمات من ماء وكهرباء وغاز وهو ما هدَّد حياة أكثر من مليونَي فلسطيني يعيشُ داخل القطاع الذي يُعاني أصلًا من تبعات الحصار الخانق عليهم منذ ستة عشر عاماً.

## استشهاده
في 19 أكتوبر/تشرين الأول 2023، أعلن جيش الاحتلال الإسرائيلي عن قتله محيسن ليلًا خلال غارات جوية على حي الشيخ رضوان شمال مدينة غزة.